# Венюковии
Венюковии (лат. Venyukoviidae) — семейство примитивных аномодонтов среднепермской эпохи. Образуют надсемейство Venyukovioidea.

## Представители
Описаны два рода, которые могут быть синонимами. Венюковия (лат. Venyukovia prima) описана В. П. Амалицким по нижним челюстям из Каргалинских рудников в Оренбуржье. Остатки собрал в 1908 году профессор Петроградского горного института П. Н. Венюков, в честь которого и был назван род. Владимир Амалицкий считал венюковию млекопитающим.
Позднее, в 1935 году череп подобного животного был обнаружен в Ишеево (Татарстан). Изучение ишеевского черепа и челюстей венюковии позволило И. А. Ефремову отнести животное к терапсидам. Ефремов сближал венюковию с дейноцефалами. Позднейшие исследования позволили установить её принадлежность к самым примитивным аномодонтам. Для черепа из Ишеева обнаружили отличия в строении зубов и он был отнесён к особому роду улемика (лат. Ulemica). Таким образом, от венюковии известны только обломки нижних челюстей. В 1960 году П. К. Чудинов описал из Очёрского местонахождения череп мелкого аномодонта очёрии (Otsheria netzvetajevi). Это ближайший родич венюковии, может относиться к этому же роду. В целом находки этой группы очень редки.
Также к семейству венюковий отнесена суминия, обнаруженная близ Котельнича.

## Характеристика

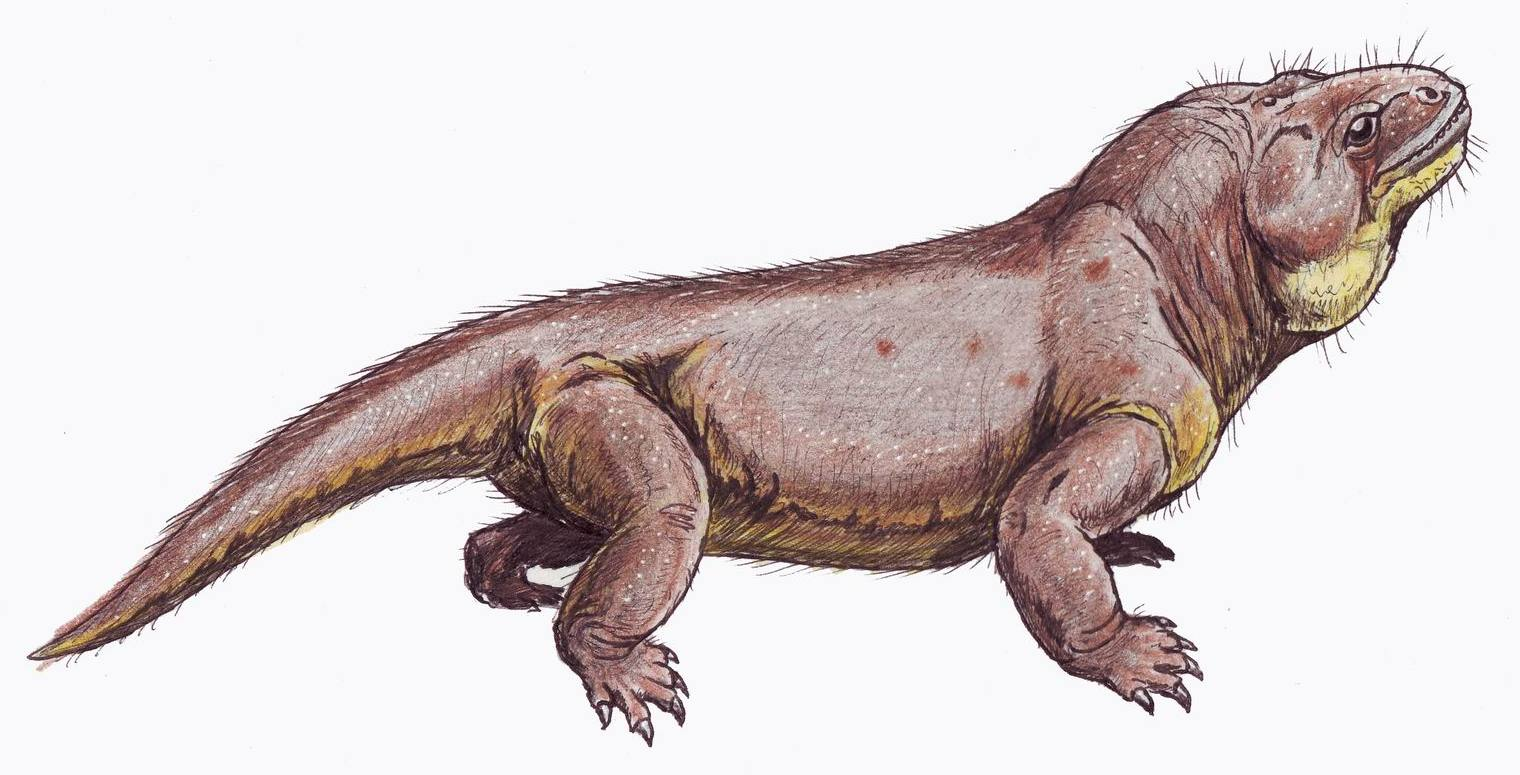
Venyukovia prima — предположительный внешний вид

Венюковии — некрупные животные, длина черепа 10—12 см. Череп довольно высокий, короткий, полукруглый, глазницы огромные. Передние зубы долотовидные, напоминают резцы грызунов. Щёчные зубы широкие, сильно стёртые. Возможно, могли перерабатывать пищу во рту (раздавливать). Хоанная область очень глубокая. Теменной бугор высокий. Нижняя челюсть массивная. Скуловая дуга изогнутая, по очертаниям череп сходен с таковым у дицинодонтов. Вероятно, наземные растительноядные, питались относительно мягкой растительностью. Могли питаться также насекомыми.